# قدر تصوير ضوئي

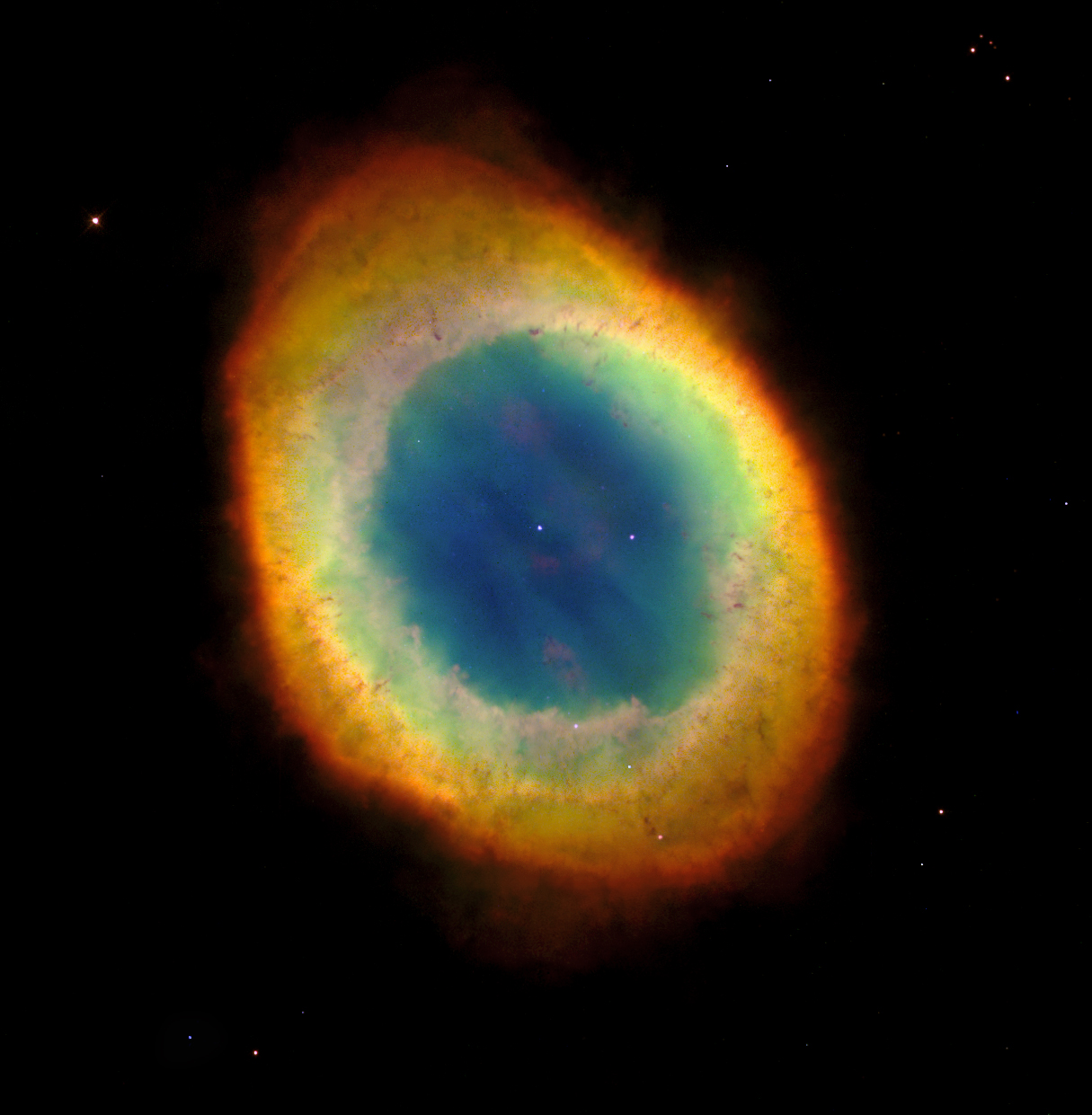
القدر الضؤئي لسديم الحلقة-(M57) (9.7p) وقدرة الظاهري (8.8).

قدر التصوير الضؤئي يسمى احيانا قدر التصوير الأزرق هو قدر جرم فلكي على النحو الذي تحدده عمليات الرصد على لوحة التصوير الضؤئي الحساسة الزرقاء. في علم الفلك هي وسيلة لقياس القدر الظاهري الذي إندثر مع الزمن. ولأن المستحلبات الضؤئية حساسة بشكل خاص في منطقة الطيف الزرقاء، يدون النجم الأزرق بأعتبارة أكثر إشراقا من نجم أحمر من نفس القدر البصري-الظاهري.
رمز قدر التصوير الظاهري هو mpg ورمز قدر التصوير المطلق Mpg.

## تاريخ
قبل ظهور المقاييس الضوئية التي تقيس بدقة سطوع الأجسام الفلكية، القدر الظاهري لجسم فلكي يتم الحصول عن طريق التقاط صورة له من خلال كاميرا ثابتة. هذه الصور، المصنوعة من فيلم ضؤئي حساس لجميع الألوان عدا الأحمر أو على لوحة التصوير الضؤئي، كانت أكثر حساسية لنهاية الطيف البصري الزرقاء من العين البشرية أو أجهزة قياس الضوء الحديثة.ونتيجة لذلك، فإن النجوم الأكثر زرقة (الأكثر سطوعا) لها قدر تصويري أقل من من قدرها الظاهري الحديث، لأنها تظهر أكثر إشراقا على الصورة مما تفعله على المقاييس الضوئية الحديثة.وعلى النقيض من ذلك، فإن النجوم الأشدّ إحمرارا (الخافتة) لها قدر ضؤئي أعلى من قدرها الظاهري، لأنها تبدو باهتة. على سبيل المثال نجم الرامي كي دبليو العملاق لة قدر ضؤئي 11.0 إلى 13.2  ولكن قدرة الظاهري من 8.5 إلى 11.0. ومن الشائع أيضا في المخططات النجمية إدراج القدر الأزرق (B) مثل نجم إس أبو سيف ونجم دبليو زد-السهم.

## الطريقة
قبل ظهور طرق التصوير والقياس الحديثة التي تُحدِّد الحجم بسهولة ودقة، كان تقدير سطوع الأجرام السماوية يعتمد على الطرق البصرية، وتم تحقيق ذلك ببساطة عن طريق العين البشرية المجردة من خلال مقارنة سطوع جسم فلكي بأشياء أخرى مجاورة ذات حجم معروف أو ثابت خاصة فيما يتعلق بالنجوم المعروفة وكواكب المجموعة الشمسية، ولكن بحلول أواخر القرن التاسع عشر أصبح بالإمكان الحصول على قياسات محسّنة للحجم الظاهر للأجسام الفلكية عن طريق التصوير الضؤئي، وغالباً ما كان يتم استخدام كاميرا توضع عند الألواح قرب البؤرة الرئيسية للتلسكوب، وبعدها صنعت صور على فيلم أو لوحات ضوئية ملونة، وقد تم إنشاء هذه الصور من خلال تعريض الفيلم للمنطقة المصورة لفترة زمنية قصيرة حيث تتراكم الفوتونات وتكشف عن نجوم باهتة أو أجرام فلكية غير مرئية للعين البشرية، وعلى الرغم من أن النجوم التي تصور في السماء هي مصادر سطوع تقريبية ولكن عملية جمع الضوء تتسبب في ظهور كل نجم كقرص دائري صغير يتناسب سطوعه تقريباً مع قطر القرص أو مساحته، ويمكن تقييم القياس البسيط لحجم القرص بصرياً إما بواسطة مجهر أو بواسطة مقياس فلكي دقيق جداً مصمم خصيصاً لهذا الغرض.
في البداية كانت أفلام التصوير بالأبيض والأسود تستخدم مستحلبات أملاح الفضية وهي أكثر حساسية للنهاية الزرقاء للطيف المرئي، وهو الأمر الذي تسبب في أن يكون للنجوم الضبابية حجم ضؤئي أكثر إشراقاً مقارنةً بالحجم البصري المكافئ فهي تظهر أكثر إشراقاً من صورتها المشاهدة بالعين البشرية المجردة أو باستخدام المقاييس الإلكترونية الحديثة، وعلى العكس من ذلك تبدو النجوم الأكثر احمراراً باهتة ولديها حجم ضؤئي باهت وأقل من حجمها المرئي، على سبيل المثال للنجم العملاق الأحمر KW Sagittarii نطاق تصوير ضؤئي يتراوح بين 11.0 إلى 13.2 بيكسل، ولكن حجمه المرئي يتراوح بين 8.5 إلى 11.0 بيكسل، ومن الشائع أيضاً أن تحتوي المخططات النجمية المتغيرة على العديد من النجوم ذات السطوع الأزرق والتي تستخدم للمقارنة.
إنَّ الطيف المرئي أو الطيف الضوئي هو جزء من الطيف الكهرومغناطيسي يمكن رؤيته أو اكتشافه من قبل العين البشرية، حيث تستجيب العين البشرية النموذجية للأطوال الموجية التي تراوح بين 380 إلى 750 نانومتر وهي أكثر حساسية للضوء عند طول موجة حوالي 555 نانومتر، ولا يتضمن الطيف جميع الألوان التي تستطيع العين والدماغ البشري تمييزها، فالألوان غير المشبعة مثل اللون الوردي والأرجواني والقرمزي على سبيل المثال تكون غير موجودة، لأنها تنتج فقط نتيجة امتزاج عدة أطوال موجية مع بعضها البعض، كما أنَّ الأطوال الموجية المرئية من قبل العين البشرية تمر أيضاً من خلال نافذة بصرية والتي هي مجال من الطيف الكهرومغناطيسي الذي ينفذ من خلال الغلاف الجوي للأرض، حيث أنَّ الضوء الأزرق يتبعثر أكثر من الضوء الأحمر وهو السبب في كون السماء زرقاء، هناك سبعة ألوان للطيف هي الأحمر والبرتقالي والأصفر والأخضر والأزرق والبنفسجي والنيلي، ولكلٍّ من هذه الموجات طول موجي معين يختلف عن الآخر ولكن سرعة هذه الموجات هي نفس سرعة الموجات الكهرومغناطيسية وتساوي 300 ألف كيلومتر في الساعة، وهي تسير في خطوط مستقيمة ويمكن أن تسير في الفراغ أو ضمن أي وسط شفاف.
تحدد الطرق الضوئية الضؤئية أحجام وألوان الأجرام الفلكية باستخدام الصور الضؤئية الفلكية كما يتم عرضها من خلال مرشحات الموجة الملونة المحددة أو القياسية، ويختلف هذا بالطبع عن التعبيرات الضوئية الأخرى ذات الحجم البصري الظاهر ، والتي تلاحظها العين البشرية أو التي يتم الحصول عليها عن طريق التصوير الضؤئي، ويمكن مشاهدتها عادةً في الصور الفلكية القديمة فقط، في البداية استخدمت الصور الضؤئية المبكرة مرشحات ذات جودة غير متسقة أو مرشحات ذات لون أصفر غير مستقر، ولكنَّ أنظمة التصفية اللاحقة اعتمدت على المزيد من المرشحات ذات الموجة القياسية وهي نفسها التي لا تزال تستخدم حتى اليوم.
عادةً ما يتمُّ التعبير عن حجم الصورة الظاهر باستخدام عدد من المقاييس المعيارية المتفق عليها عالمياً ومن أشهرها ميغا بيكسل.